# Castella (piłkarz)
Castella, właśc. Martinho Joaquim Castella Quessongo (ur. 7 lutego 1970 w Bengueli) – angolski piłkarz występujący na pozycji pomocnika.

## Kariera klubowa
W swojej karierze Castella występował między innymi w zespole Primeiro de Maio.

## Kariera reprezentacyjna
W latach 1994–1997 w reprezentacji Angoli Castella rozegrał 20 spotkań i zdobył 1 bramkę. W 1996 roku został powołany do kadry na Puchar Narodów Afryki, zakończony przez Angolę na fazie grupowej. Zagrał na nim w meczach z RPA (0:1) oraz Kamerunem (3:3).